# Victor Van Eetvelt
Victor Karel Honoré Alena (Vic) Van Eetvelt (Mariekerke, 8 maart 1939) is een voormalig Belgisch politicus voor de CVP.

## Levensloop
Hij doorliep zijn secundair onderwijs aan het Sint-Jan Berchmanscollege te Antwerpen. Vervolgens studeerde hij politieke en sociale wetenschappen aan de Katholieke Universiteit Leuven, alwaar hij in 1962 afstudeerde als licentiaat. Daarna behaalde hij in 1964 zijn graduaat Gezinswetenschappen aan het Hoger Instituut voor Gezinswetenschappen en in 1963 een aggregaat aan de Katholieke Universiteit van Leuven. Tijdens zijn studies was Van Eetvelt beroepshalve van 1963 tot 1965 bediende bij Wegebo en vervolgens werd hij docent aan het Coloma Instituut te Mechelen.
Hij werd politiek actief voor de CVP en werd voor deze partij van 1965 tot 1974 arrondissementsecretaris van de partijafdeling van het arrondissement Mechelen. Van 1971 tot 1974 was hij gemeenteraadslid en burgemeester van Putte. Bovendien was hij van 1971 tot 1985 en van 1987 tot 2000 provincieraadslid van Antwerpen en van 1974 tot 1985 en van 1987 tot 2000 gedeputeerde van de provincie. 
Van 1985 tot 1987 zetelde hij tevens in de Belgische Senaat als rechtstreeks verkozen senator voor het arrondissement Mechelen-Turnhout. In de periode december 1985-december 1987 had hij als gevolg van het toen bestaande dubbelmandaat ook zitting in de Vlaamse Raad. De Vlaamse Raad was vanaf 21 oktober 1980 de opvolger van de Cultuurraad voor de Nederlandse Cultuurgemeenschap, die op 7 december 1971 werd geïnstalleerd, en was de voorloper van het huidige Vlaams Parlement.
Zijn broer Jozef Van Eetvelt was ook politiek actief. Op 3 december 1980 werd hij eveneens benoemd tot ridder en op 26 november 1992 tot officier in de Leopoldsorde.